# Райнхардт, Элизабет
Ма́риам Эли́забет Ра́йнхардт (англ. Mariam Elizabeth Reinhardt), в девичестве — Ни́ли (англ. Neely; 21 марта 1909, Огайо, США — 21 января 1954, Лос-Анджелес, Калифорния, США) — американская сценаристка. Номинантка на премию «Оскар» (1945) в номинации «Лучший сценарий» за фильм «Лора» (1944).

## Биография и карьера
Мариам Элизабет Райнхардт, в девичестве Нили, родилась 21 марта 1909 года штате Огайо, США, в семье Милтона Нили (инженера-механика) и Веры МакКейб, став старшей из трёх детей.
После окончания Университета ДеПау, она начала свою карьеру, написав сценарии для трёх фильмов на испанском языке: «Буэнавентура» (1934), «Певица Неаполя» (1935) и «Анджелина или честь бригадира» (1935). Затем она продала сценарий к фильму «Простите за наши нервы» 20th Century Fox. Позже она работала над фильмами на английском языке, такими как «Лора» (1944), «Клуни Браун» (1946) и «Передайте привет Бродвею» (1948).
Рейнхардт была замужем за режиссёром Джоном Райнхардтом, который снимал фильмы на испанском языке в Fox. Райнхардт скончался 6 августа 1953 года от сердечного приступа на 53-м году жизни.
Она начала писать сценарии для телевидения в 1950-х и умерла 21 января 1954 года в возрасте 44-х лет после продолжительной болезни.

## Избранная фильмография
- 1943 — «Сестра его дворецкого» / His Butler's Sister
- 1944 — «Лора» / Laura
- 1946 — «Клуни Браун» / Cluny Brown